# Christian Wanner
Christian Wanner (* 27. Juli 1947 in Messen SO; heimatberechtigt ebenda) ist ein Schweizer Politiker (FDP).
Wanner war von 1977 bis 1985 im Solothurner Kantonsrat und zugleich Statthalter der Einwohner- und Bürgergemeinde Messen, was er bis 1989 blieb. Von 1989 bis 1995 war er Gemeindepräsident von Messen. Von 1983 bis 1995 sass er zudem im Nationalrat. 1995 wurde er in den Solothurner Regierungsrat gewählt, wo er bis zu seinem Rücktritt per Ende Juli 2013 dem Finanzdepartement vorstand. In dieser Zeit war er dreimal Landammann.
Wanner war als Vertreter des Kantons Solothurn Vizepräsident des Verwaltungsrats des Energiekonzerns Alpiq. 2013 kam Wanner in die Kritik, weil er auf legalem Wege mehr als 100'000 Franken Sitzungsgelder aus diesem Mandat aus dem Jahr 2012 für sich behielt. Im Dezember 2013 erliess der Solothurner Kantonsrat in der Folge ein Gesetz, wonach die Solothurner Regierungsräte Sitzungsgelder inskünftig vollumfänglich in die Staatskasse überweisen müssen.
Von 2008 bis Mitte Mai 2013 war er Präsident der Konferenz der kantonalen Finanzdirektorinnen und Finanzdirektoren (FDK), auf ihn folgte der Zuger Finanzdirektor Peter Hegglin. Er war Verwaltungsratspräsident der Privatklinik Obach AG, VR-Mitglied der Kernkraftwerk Gösgen-Däniken AG und der Aare Energie AG (a.en). Bei den AZ Medien war er im Publizistischen Beirat. In der dazugehörigen Zeitung schrieb Wanner eine Kolumne und ist als Gastautor aktiv. Wanner präsidierte die ch-Stiftung für eidgenössische Zusammenarbeit sowie den Institutsrat des Instituts für Föderalismus der Universität Freiburg.
Der Meisterlandwirt Wanner wohnt in Messen, ist verwitwet und hat einen erwachsenen Sohn.